# Циммерман, Владимир Акимович
Владимир Акимович (Иоакимович) Циммерман (первоначально Цимерман; 15 [27] августа 1866, Одесса, Херсонская губерния — 17 ноября 1939, СССР) — российский математик и педагог.

## Биография
Родился в Одессе в семье директора 2-й Одесской гимназии, юриста Акима Константиновича Циммермана — первого еврея-студента и выпускника Императорского университета Святого Владимира в Киеве
С 1888 по 1894 — студент Новороссийского университета в Одессе, ученик Ивана Владиславовича Слешинского. С 1891 по 1914 преподавал в школах, училищах и гимназиях Одессы.
Возглавлял Вестник опытной физики и элементарной математики с 1898 по 1904 год. Статский советник.
Экстраординарный (1901), ординарный (1903) профессор по кафедре чистой математики, доктор чистой математики Императорского Новороссийского Университета.
В 1920—1924 годах преподавал в Одесском институте народного образования, уволен по сокращению штатов.

## Семья
- Брат — Павел Акимович (Иоакимович) Циммерман, также выпускник Новороссийского университета, был статским советником и председателем педагогического совета Одесской гимназии Ю. Шилейко и М. Рихтера[3].

- Сын — известный астроном Николай Владимирович Циммерман (1890—1942).

## Труды
- В. Цимерман. Правило Эйлера въ примѣнении к одному классу вопросовъ объ относительныхъ maxima и minima. — Одесса: «Экономическая» типографія, почтовая, 43, 1899. — 208 с.